# Maria Muntadas i Pujol
Maria del Dulce Nombre Muntadas i Pujol, coneguda també com a Maria Muntadas de Caparà, (Barcelona, 1890 – 30 de març de 1965) va ser una pintora, poetessa i concertista catalana.

## Biografia
Filla de Lluís Muntadas i Rovira, un dels principals introductors a Espanya de les indústries elèctriques que va ser president del Foment del Treball Nacional, i d’Encarnació Pujol i Coll, Maria va néixer en una família de l’alta burgesia industrial catalana. Amb deu anys va conèixer a la filla d’uns amics de la família, Zenòbia Camprubí Aymar, que amb el temps seria una escriptora i lingüista de renom. Tenien la mateixa institutriu anglesa i possiblement per això van crear una societat que van anomenar Les abelles industrioses, seguint el model de les que, amb el nom de Sewing Circle, es dedicaven a cosir roba per als pobres en ciutats nord-americanes. Les dues van ser amigues tota la vida.
Des de molt jove es va aficionar a les arts i, segons consta en alguns catàlegs d’exposicions en què va participar anys més tard, va ser deixebla dels pintors Víctor Moya i Ramon Casas.
L’any 1907 va ser designada reina dels Jocs Florals del Cinquantenari d’Anselm Clavé de Barcelona. D’aquesta època és el retrat que li va fer la pintora Lluïsa Vidal per a la revista Feminal. El 26 de setembre de 1910 es va casar amb Juli Caparà i Marquès, enginyer, amb qui tindria dues filles, Maria Lluïsa (que va pintar el 1932) i Elena. Per la informació recollida en catàlegs d’exposicions, el matrimoni vivia a la Casa Muntades de l'Avinguda del Tibidabo 48, que el pare de Maria havia encarregat a Josep Puig i Cadafalch el 1901.
Als anys vint i trenta va participar activament de la vida artística de la seva ciutat, on va exposar individualment en diverses ocasions, especialment a les Galeries Laietanes. El 1924 la crítica en va elogiar les obres figuratives Vanitas i Libélula; dos anys més tard, a la mateixa sala, es podien veure les obres L’hora bella, Coqueteria, Soubrete i La Núvia i, al 1927, El mantell verd, La dona bruna i Contrallum. El 1928 va exposar pastels a les Galeries Areñas i el 1929 i 1930 retrats de nou a les Galeries Laietanes, junt amb Pedro Casas Abarca, Aureli Tolosa i Antoni Rosich. El 1933 i 1935 també va mostrar la seva obra a les galeries.
Però la primera mostra en què hi ha constància de la seva participació és l’Exposició d’art que organitzava l’Ajuntament de Barcelona al Palau de Belles Arts, en la qual l’any 1922 va presentar un pastel d’una rosa. L’any següent hi va prendre part novament i posteriorment va participar en diferents exposicions col·lectives. El seu nom apareix entre els artistes que al novembre de 1929 van exposar a les Galeries d’Art Jorba i també en el catàleg de l’Exposició Internacional de Pintura, Escultura, Dibuix i Gravat que es va fer al Palau de Congressos en el marc de l'Exposició Internacional de Barcelona. Hi va presentar un pastel titulat Llum zenital.
El 1929 va fer el salt a Madrid per exposar al Salón de Otoño que organitzava l'Asociación de Pintores y Escultores, on va presentar de nou Luz cenital. L’any 1932 va participar en l'Exposició Nacional de Belles Arts, en la qual va presentar l’obra Retrat de Maria Lluïsa, la seva filla. Dos anys més tard, hi prenia part de nou, aquesta vegada amb un nu, i també ho feia al Salón de Otoño, amb dos pastels entre els quals hi havia l’obra El tocador. La premsa de l’època en va elogiar la tècnica, la delicadesa i la subtilitat del dibuix i dels colors emprats, que encaixava amb el bon gust de l’alta societat. Igualment, consta entre els participants de l'Exposició Nacional de Belles Arts de Madrid del 1936, en la qual va presentar l'obra titulada Oriental.
L'esclat de la Guerra Civil va fer que la família es traslladés a Sant Sebastià el 1936, on el seu marit va morir el 17 d’octubre de 1937. En acabar el conflicte devia tornar a Barcelona perquè l’any 1940 Maria Muntadas, vídua de Caparà, sol·licitava col·locar una creu en una tomba del Cementiri de l'Est i el mateix any presentava una exposició individual d’olis, pastels i dibuixos d’apunts de tipus sevillans a les Galeries Pallarès. Més tard va obrir una acadèmia de pintura en la qual va tenir com a deixebles Maria Teresa de Casadesús, Eulàlia Brotons, Francis Miquel Badia i Rosa Maria (Rosemary) Masuet, totes elles actives a partir dels anys cinquanta. L’any 1951 la Sala d’Art Rovira va organitzar una exposició de les seves deixebles.
En aquella època seguia sent una dona activa culturalment i les tertúlies i reunions literàries que organitzava a casa seva el tercer diumenge de cada mes eren molt anomenades. Se sap, per exemple, que en una d’aquestes trobades, l’any 1953, hi van assistir el poeta Xavier Armet, el crític Yago César, la vídua del dramaturg Adrià Gual, el pintor Josep Gual i l'escultor Vasconcel.
L’any 1956 el Cercle Artístic de Sant Lluc li va organitzar una exposició retrospectiva.
Segons les dades que consten al Registre Civil de Barcelona, va morir a Barcelona al seu domicili del número 113 carrer de Roger de Llúria.